# Marines (Valle del Oise)
 Marines  es una población y comuna francesa, en la región de Isla de Francia, departamento de Valle del Oise, en el distrito de Pontoise. Es el chef-lieu del cantón de Marines.

## Demografía
| 1970 | 2021 | 2074 | 2144 | 2495 | 2925 |
| Para los censos de 1962 a 1999 la población legal corresponde a la población sin duplicidades (Fuente: INSEE [Consultar]) |      |      |      |      |      |